# Cerro Largo Fútbol Club
Actualités
Le Cerro Largo Fútbol Club est un club uruguayen de football basé à Melo.

## Historique
- 2003 : fondation du club